# Sepolcro di largo Preneste
Il Sepolcro di largo Preneste si trova al terzo miglio di via Prenestina, nel parco Argomento Preneste, al centro di largo Preneste a Roma.

## Storia
L'edificio risale al II-III secolo d.C.
Tra il 1956 ed il 1958 furono condotte delle indagini archeologiche che portarono alla luce dei sepolcri allineati con questo sepolcro.

## Descrizione
L'edificio è costruito in opera laterizia con l'utilizzo di mattoni rossi e gialli secondo il modello di alcuni edifici situati lungo via Latina e via Appia.
Sulla facciata, sopra l'ingresso, vi sono degli archetti pensili anch'essi in muratura che probabilmente sorreggevano un balcone del tipo del balconi in voga ad Ostia Antica, mentre sul lato ovest vi sono i resti di una scala che portava al primo piano. L'interno era composto da un unico ambiente coperto da una volta a crociera di cui oggi rimangono tracce, mentre le pareti erano corredati da delle nicchie con, sopra di esse, dei timpani che poggiano su delle piccole colonne e su mensole. All'interno delle nicchie vi sono dei resti di stucco bianco.
Il sepolcro è sormontato da un tetto a spiovente di stile moderno.

## Galleria d'immagini

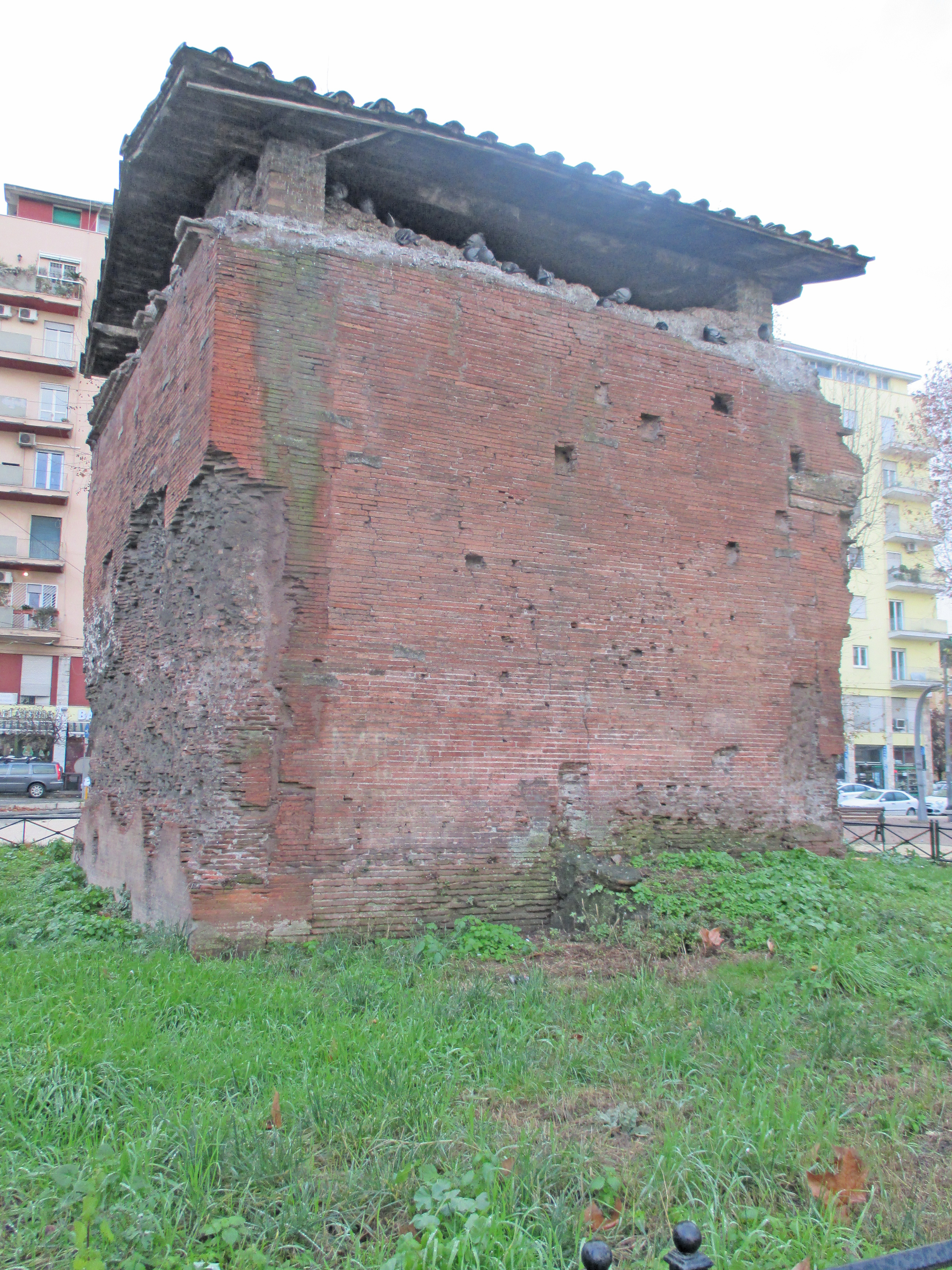
Si possono notare al centro, in basso di questa facciata i ruderi della scala che portava al primo piano
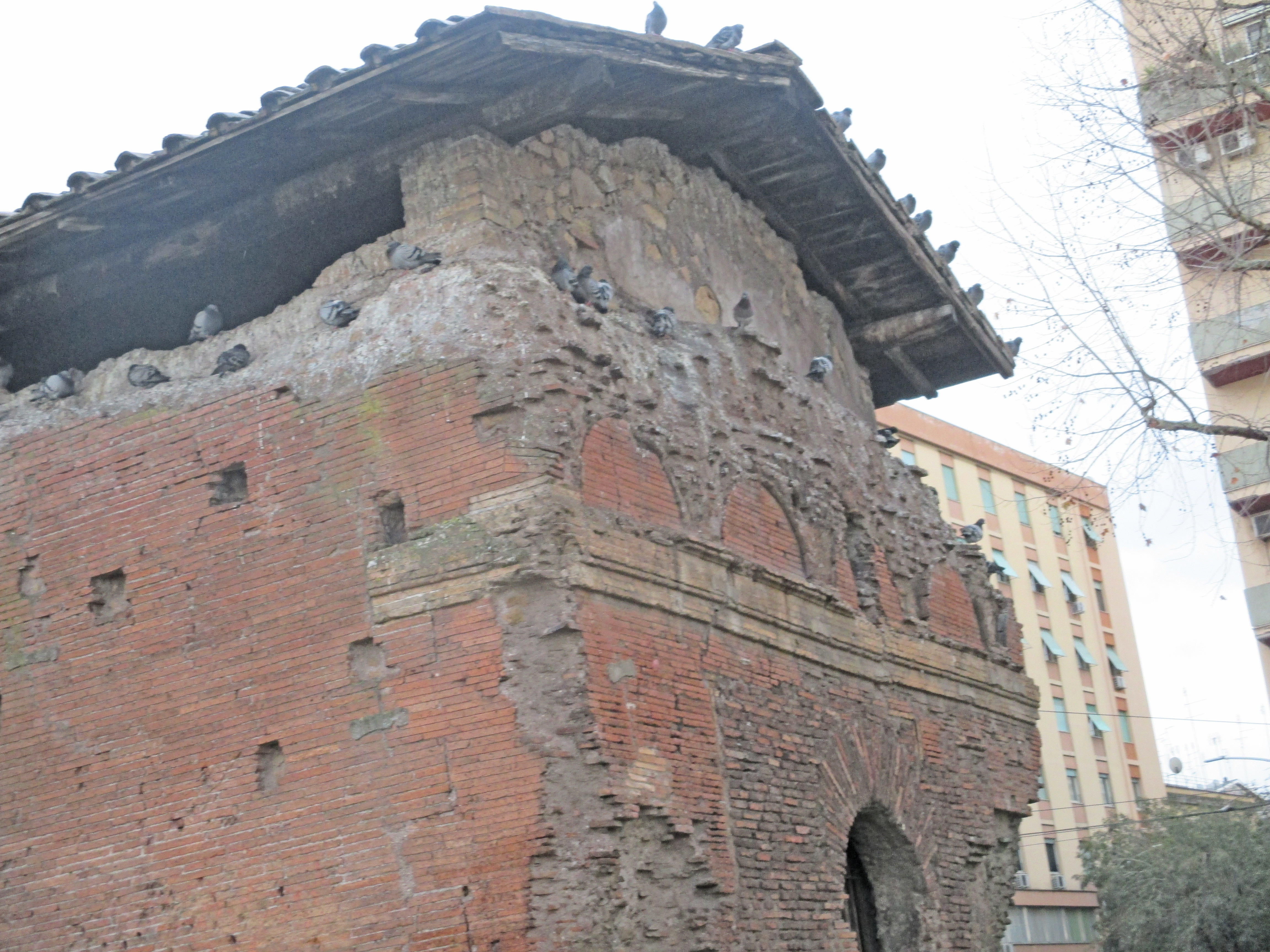
Particolare degli archetti pensili siti sopra l'ingresso
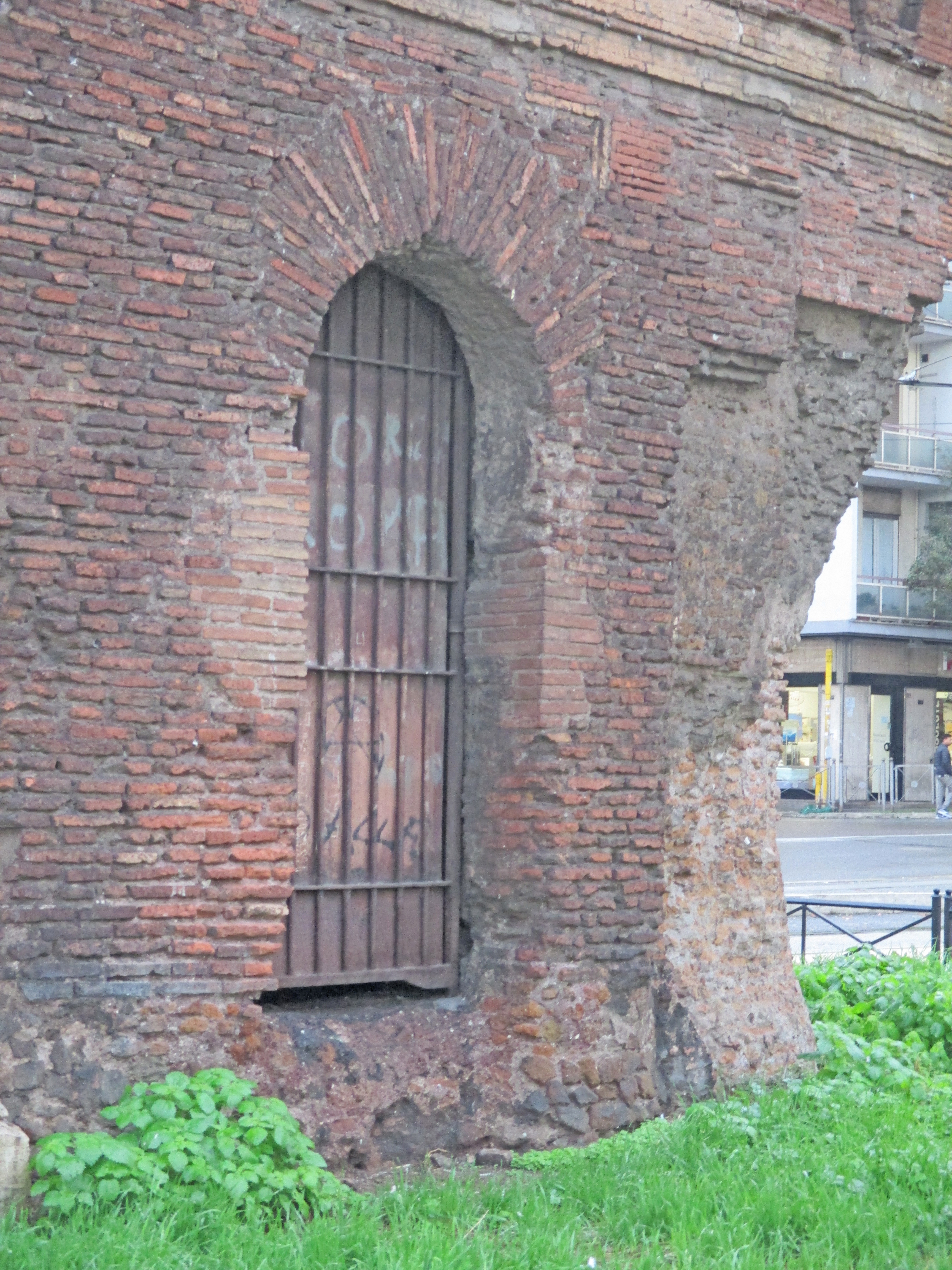
Porta d'accesso al sepolcro

## Collegamenti
| È raggiungibile dalla fermata Prenestina/Acqua Bullicante | del tram 5 |

| È raggiungibile dalla fermata Prenestina/Acqua Bullicante | del tram 14 |

| È raggiungibile dalla fermata Prenestina/Acqua Bullicante | del tram 19 |

|  | È raggiungibile dalle stazioni di Roma Prenestina e Serenissima. |